# Gnophodes iris
Gnophodes iris är en fjärilsart som beskrevs av Max Bartel 1905. Gnophodes iris ingår i släktet Gnophodes och familjen praktfjärilar. Inga underarter finns listade i Catalogue of Life.